# Sint-Rumolduskerk (Deurne)

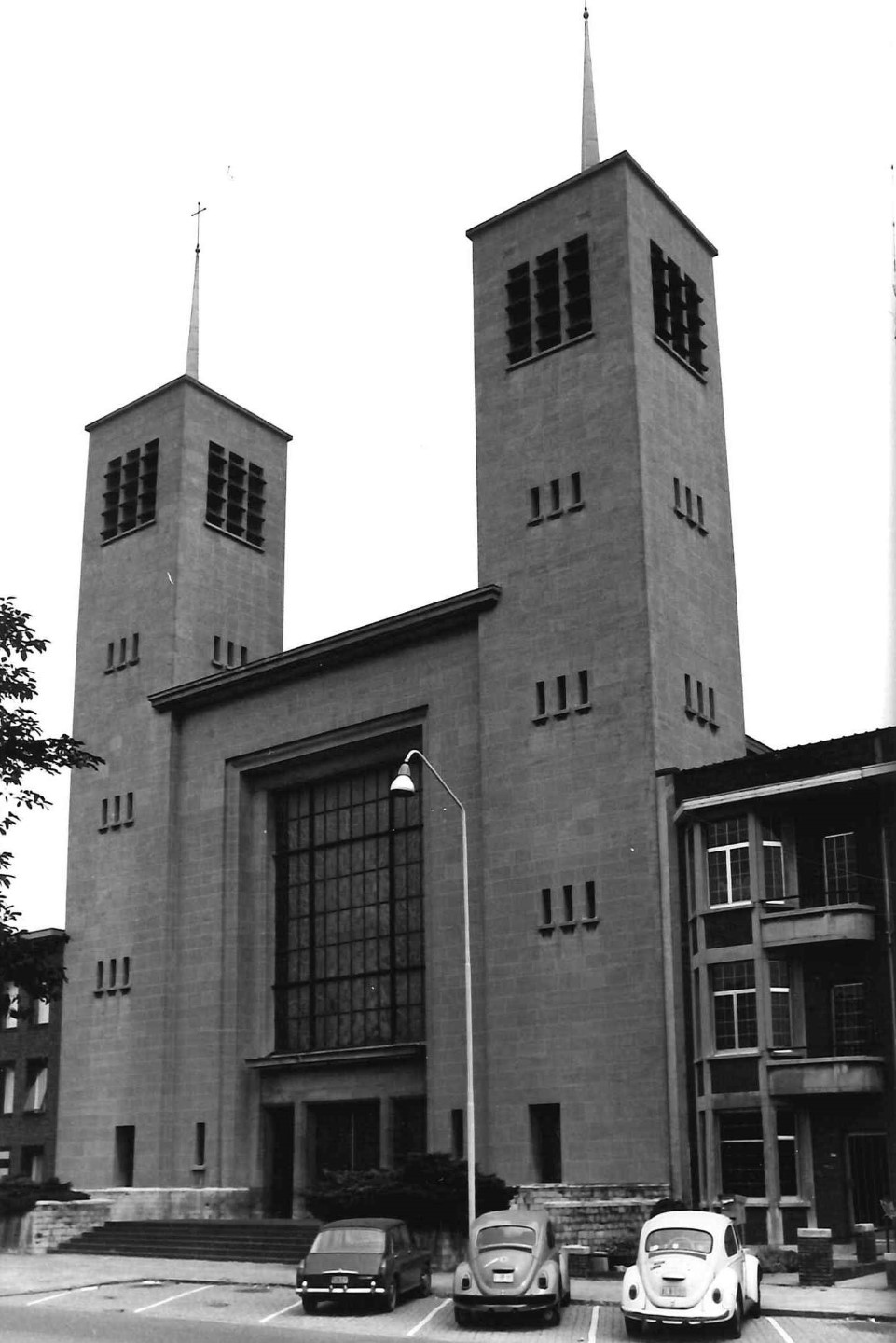
Sint-Rumolduskerk

De Sint-Rumolduskerk is een parochiekerk in de tot de gemeente Antwerpen behorende plaats Deurne, gelegen aan de Ter Rivierenlaan 84.

## Geschiedenis
De parochie, die ontstond in de sedert 1920 gebouwde Venneborgwijk, beschikte sinds 1932 over een voorlopig kerkgebouw aan de Tirinusstraat. In 1956 werd een definitief kerkgebouw opgericht, naar ontwerp van Joseph Willems.

## Gebouw
Het betreft een driebeukig kerkgebouw op rechthoekige plattegrond met veel stijlelementen uit de vroegchristelijke periode, maar met gebruikmaking van moderne materialen, met name bakstenen en betonnen draagbalken.
De voorgevel wordt geflankeerd door twee torens en werd uitgevoerd in witte natuursteen. Ivo Bakelants ontwierp het grote glas-in-loodraam in deze gevel, en ook de andere glas-in-loodramen in de kerk. Albert Poels verrichtte het beeldhouwwerk.